# Grahameiland (Nunavut)
Grahameiland is een onbewoond eiland in Nunavut, Canada. Het maakt onderdeel uit van de Koningin Elizabetheilanden en de Canadese Arctische Archipel en ligt voor de kust van Ellesmere in de Norwegian Bay. Het heeft een oppervlakte van 1378 km², het is 55 kilometer lang, 40 kilometer breed en heeft een omtrek van 171 kilometer. Het eiland kreeg zijn naam in 1910.